# Héctor Olivera (beisebolista)
Héctor Olivera Amaro  (5 de abril de 1985) é um jogador de beisebol cubano.

## Carreira
Héctor Olivera consquistou a medalha de prata nos Jogos Olímpicos de 2008.